# サイバーパンク2077
『サイバーパンク2077』（ポーランド語・英語: Cyberpunk 2077）は、2020年12月10日より発売されたCD Projekt RED開発によるポーランドのコンピューターゲーム。サイエンス・フィクション・サイバーパンクの設定、すなわちサイボーグ手術などの身体改造が一般化した未来世界を舞台とする、オープンワールド型のアクションロールプレイングゲームである。
1980年代にアメリカ合衆国で初版がリリースされたテーブルトークRPG『Cyberpunk』シリーズを原作とし、1993年に日本語版もリリースされたシリーズ第2版『サイバーパンク2.0.2.0.』（原題: Cyberpunk2020）の舞台設定も引き継がれている。初版の『Cyberpunk2013』では2013年、第2版の『サイバーパンク2.0.2.0.』が2020年が舞台という時代設定であったのに対し、本作では舞台となる時代を2077年へと変更した。開発コードネーム「Orion」として本作の続編の制作が発表されている。

## 開発

### 発表
2012年10月にタイトルが正式発表された後、2013年1月にティザートレーラーが公開された。それ以降はしばらく情報がなかったが、北米時間2018年6月10日に開催された「Xbox E3 2018 Briefing」で続報となるトレーラーが公開された。翌年、北米時間2019年6月9日に開催された同イベント内で、俳優のキアヌ・リーブスがジョニー・シルヴァーハンド役として初登場する新作トレーラーを公開。リーブス本人もサプライズでステージに登壇し、本作が2020年4月16日に発売することを発表した。

### 発売延期
2020年1月17日、「舞台となるナイトシティが巨大であるため、テストやフィックス・改善に時間がかかる」として、発売日を2020年9月17日に延期することを発表した。しかし、その後も新型コロナウイルスの影響で一部音声収録に遅れが生じるなど、開発するにあたって芳しくない状況が続き、6月19日には2度目の延期を発表。新たな発売日は2020年11月19日とした。
2020年9月30日、スタジオ側が「クランチ」と呼ばれるリリース直前の長時間労働や残業を従業員に求めていたことをブルームバーグが報じ、騒動となった。ブルームバーグによると、スタジオヘッドのアダム・バドウスキは従業員に対して、「この決定への反発は、すべて私が一身に引き受けます」「クランチは決して問題への答えではないが、現状を乗り越えるための他の選択肢は尽きてしまった」といった内容のメールを送信していた。バドウスキは2019年のインタビューでクランチを強制しないという趣旨の発言をしており、事実上これを撤回する形となったため批判を浴びた。この報道に対し、バドウスキは「これまででもっとも厳しい決断のひとつだった」「追加分の賃金の支払い以外に、2020年のスタジオ収益の10%をスタッフに還元する取り組みを行う」と発言した。
2020年10月5日、公式Twitterで本作のマスターアップ（リリース用のバージョンが完成したこと）を報告した。
2020年10月28日、次世代機版を含めた9つのプラットフォームでの展開に向けてクオリティアップが必要なことや、前述した新型コロナウイルスの影響で在宅勤務をしながら作業を行っていることを理由に、3度目の発売延期を発表した。マスターアップ後の発売延期は異例であり、業界の常識を覆すような事態となった。新たな発売日は2020年12月10日とした。

### 発売
2020年12月10日、PS4・Xbox One・Windows・Stadia版が発売された。予約販売のみで800万本を売り上げ、Steamの同時接続プレイヤー数では、当時のシングルプレイ作品における記録を更新する105万4388人を記録するなど、セールス面では好調な滑り出しを見せた一方で、全プラットフォームで発生している多数のバグや、PS4・Xbox Oneでプレイした際のグラフィックの質の低さなど、パフォーマンス面の問題を指摘する声が多く上がった 。
2020年12月14日、公式Twitterで前述した問題に対する声明文を発表。PS4・Xbox One版でのゲームプレイを「発売前にきちんとお見せしなかったこと、そしてそれにより、十分な事前知識なしに本作をご購入させてしまったこと」について謝罪を行った上で、今後配信されるアップデートで問題を修正すること、両機種でのパフォーマンスに満足していないユーザーに向けて返金対応を行うことを発表した。
2020年12月18日、ソニー・インタラクティブエンタテインメントからPlayStation Storeで本作を購入したユーザーに対し、希望者には全額返金を行うことが正式に発表された。また、これに伴いPlayStation Storeで販売されていた本作のダウンロード版が暫定的に販売中止となった。
2020年12月19日、Microsoftも一部のプレーヤーが本作のパフォーマンスに満足していないことを認め、Microsoft Storeで本作を購入した希望者に対して返金を行うと発表した。
2020年12月24日、ニューヨークに本拠地を置くローゼン法律事務所が、連邦証券法違反を理由にCD Projekt REDに対して集団訴訟を提起した。ローゼン法律事務所は、「2020年1月16日から12月17日までの期間にCD Projekt REDの証券を購入した投資家に代わって訴訟を起こした」と発言した。集団訴訟の理由として、「CD Projekt REDが虚偽あるいは誤解を招く声明を出したため」と説明した上で、「サイバーパンク2077にはバグが多く、特にPlayStation 4やXbox Oneでは『実質ほとんどプレイできない』という情報が十分に開示されていなかった」として、スタジオの情報開示に対する姿勢を批判した。
2021年1月には、同様の理由でカリフォルニア州でも集団訴訟が提起され、本作に関連してアメリカ国内で2件の集団訴訟が提起される事態となった。訴訟に対し、CD Projekt REDは、「このような請求から身を守るために積極的な行動を取る」と発言した。

### 問題の修正
2021年1月14日、公式サイト内で「クオリティに関する取り組み」と題した記事をCD Projekt RED共同設立者マーチン・イウィンスキのコメント映像と共に公開した。イウィンスキは動画内で旧世代機版についての見解を説明。「我々が望んでいた品質基準を満たすものではなかった」とした上で「私個人と役員の全員が本件について深く反省しています」と謝罪した。また、本作で多くの問題が発生した理由として「最初にPC上で素晴らしいと思えるゲームを作り上げてから、家庭用ゲームに落とし込む」という当初の方針や、各ハードウェア間の差を過小評価した結果、データ読み込みの調整に手こずっていたことなどを上げた。最終的な目標を「プレイヤーが直面している不具合やクラッシュを全プラットフォームで修正すること」とし、今後も定期的にパッチを配信していくと発表した。
2021年1月16日、一連の問題が発生した理由について、ブルームバーグが開発者ら20人以上へのインタビューを実施した結果を公開。問題が発生した主な原因として、「ゲームとゲームエンジンを同時開発していた」こと、「同スタジオが長年にわたり「そのうち解決する」の精神で成功を収めてきた影響で、開発の見通しが甘かった」こと、「開発スタッフ同士の対立があり、トップレベルの開発スタッフの大量離反が起きた」こと、「人事が非効率的で、500人以上の人員を投入したにもかかわらず、慢性的なリソース不足に悩まされた」こと、新型コロナウイルスの影響などを上げた。また、本作の開発が本格的にスタートしたのは2016年後半になってからであり、多くの開発スタッフが完成時期を「2022年」と想定していた結果、開発期間が想定から2年近く短くなってしまい、2018年に公開されたデモムービーについては「ほぼ完全なハリボテ」であったとしている。
2021年2月9日、CD Projekt REDは「ランサムウェアによる大規模なサイバー攻撃を受けた」と発表した。この攻撃によって、本作や『ウィッチャー3 ワイルドハント』など複数のタイトルのソースコードや社内文書が盗まれ、一部の社内データが暗号化されるなどの被害を受けた。これに対し、CD Projekt REDは「ランサムウェアによってシステムの一部が使用不能になりましたが、データはバックアップから復元可能です。私たちが要求に応じなければデータを公開されることは認識していますが、攻撃者と交渉する気はありません」と発表した。その後、盗まれたデータの一部がインターネット上に流出していることが確認された。
2021年2月25日、前述したサイバー攻撃の影響で、最新パッチの配信を延期すると発表。
2021年3月31日、「CD PROJEKT Group: Strategy Update」内で、追加予定だったマルチプレイについて言及し、方針の変更を発表した。CD PROJEKTの共同CEOであるアダム・キチンスキは、本作のマルチプレイについて、「『サイバーパンク2077』がマルチプレイのAAAタイトルになると示唆していましたが、この計画を再考することにしました」と発言した。
2021年4月23日、2020会計年度の決算報告内で、本作が2020年に約1370万本を売り上げたと発表した。その一方で、CD Projekt REDに直接返金が申請された本数は約3万本、返金に費された額は約2億4000万円に上った。
2021年6月21日、PlayStation Storeでダウンロード版の販売が再開された。販売再開についてCD Projekt REDは「全プラットフォームで安定性を向上させるため、今も継続的にゲームの修正・改善に取り組んでいる」とした上で「PS4においては引き続きパフォーマンスの問題が発生する可能性がある」とし、PS4 ProまたはPS5でのプレイを推奨する内容の声明を発表した。
2021年12月16日、前述した集団訴訟について声明を発表。2つの集団訴訟のうち1件について、原告側に和解金185万ドル（約2億1000万円）を支払うことで和解すると発表した。
2022年2月16日、PS5・Xbox Series X|Sへの正式な対応や不具合の修正、複数の新要素追加など多くの変更点が含まれたパッチ1.5が全プラットフォームで配信。このアップデートでは前述した大きな変更点以外にも、水面の物理演算やエフェクト・NPCの挙動と反応など、細かな面も含めて膨大な数の変更や改善が行われた。
2022年3月3日、ロシアのウクライナ侵攻を受けて、ロシア・ベラルーシ向けのCD Projektグループ製品のダウンロード販売、パッケージ版の配送、すべてのゲームのGOG.comでの流通を停止すると発表した。CD Projekt REDは、「ウクライナへの侵略に関係のない現地ゲーマーにはご迷惑をおかけすることになりますが、我々企業が力を合わせることで、いま欧州で起こっている問題により多くの注目を集められればと考えています」と発言した。
2022年3月8日、本作がSteamにて、大量に低評価レビューを投稿する荒らし行為、「レビュー爆撃」を受けたことが確認された。前述したロシア・ベラルーシ向け製品の販売停止発表直後から突如として不評レビューの数が急増し、普段の倍以上となる一日当たり567件もの低評価レビューが寄せられ、翌日には2000件を超えた。投じられた不評レビューの内容は、「ゲームに政治を持ち込むな」「ロシア人に対する差別である」といった、CD Projektグループを批判するものや、中傷が多くを占めており、そのうちの多くがロシア語や中国語で書かれたものであった。
2022年4月14日、CD Projekt REDは決算説明会を開催し、本作の拡張コンテンツを2023年にリリースする予定であることを発表。また、本作の販売数が1,800万本を突破したことも併せて発表した。

### 拡張コンテンツのリリースと再評価
2022年9月7日、CD Projekt REDは本作の情報番組「Night City Wire エッジランナーズ特別編」にて、拡張コンテンツの新情報とパッチ1.6の情報を公開。拡張コンテンツのタイトルが「PHANTOM LIBERTY（邦題：仮初めの自由）」で、対象プラットフォームはPS5・Windows・Xbox Series X|S・Stadiaだと発表した上で、PS4・Xbox One版はパッチ1.6以降の大型アップデートや「仮初めの自由」には対応せず、不具合の修正のみ継続すると説明した。同日、「エッジランナーズアップデート」と題したパッチ1.6をリリース。ゲームプレイに関する様々な修正や改善に加え、後述するWebアニメ「サイバーパンク:エッジランナーズ」にインスパイアされた新コンテンツが追加された。
2022年9月13日、本作を原作とするWebアニメ『サイバーパンク:エッジランナーズ』がNetflixで配信開始。『エッジランナーズ』はレビュー集積サイトRotten Tomatoesで高評価を記録するなど、高いクオリティで話題の作品となった。パッチ1.6と「エッジランナーズ」の配信後、Steamにおける本作の同時接続プレイヤー数は右肩上がりに増加し、9月19日までの間にピーク時で、パッチ1.6の配信以前と比較して約7倍となる8万5000人以上を記録した（#サイバーパンク:エッジランナーズも参照）。
2022年9月22日、公式Twitterにて、「今週はなんと毎日、新規・復帰を問わず100万人のプレイヤーがナイトシティを訪れています」と発表した。
2022年9月26日、その後もプレイヤー数は伸び続け、Steamにおける24時間以内の最高同時接続プレイヤー数が、同スタジオが開発した『ウィッチャー3 ワイルドハント』が記録した数を超える、13万6724人を記録するなど、発売から約2年経過したシングルプレイ作品としては驚異的な盛り上がりを見せた。
2022年9月29日、本作の売り上げが2000万本を突破したと発表した。
2022年10月5日、開発コードネーム「Orion」として本作の続編の制作を発表した。
2022年12月7日、Eurogamerが行ったインタビューの中で、本作のシニア・クエストデザイナーを務めたフィリップ・ウェバーが、当初から追加予定だったマルチプレイについて言及した。ウェバーはこのインタビューの中で、「ゲームのメインとなるコンテンツが問題なく動作する、それが最優先事項でした」「そして何かを優先するということは、研究開発におけるほかのプロジェクトをあきらめざるを得ないということです」と発言し、マルチプレイの追加が見送られた理由を説明した。
2022年12月9日、「The Game Awards 2022」にて、「仮初めの自由」の新トレーラーが公開。俳優のイドリス・エルバが出演することが明らかになった。
2023年1月7日、前述した集団訴訟について、1件目と同額の185万ドルを支払うことで2件目の訴訟が和解に至ったと発表した。
2023年6月12日、「Xbox Games Showcase」で公開された映像内で、俳優のキアヌ・リーブスが再び登場し、「仮初めの自由」の内容を紹介。その後トレーラーも公開され、「仮初めの自由」が2023年9月26日に発売すると発表した。
2023年7月14日、開発スタッフのTwitterにて、本作のSteamの全体レビューが「非常に好評」に到達したと発表した。約54万件のレビューのうち80％以上が好評となった。また、この数字は前述した荒らし行為によるレビューを除外して計算されたものである。
2023年9月22日、多岐にわたる変更・要素の追加が行われるパッチ2.0が配信された。このアップデートでは、パークやスキルツリーの刷新、警察システムの刷新、車両での戦闘の追加、「エッジランナーズ」のイースターエッグなど、多くの新要素が追加された。また、キアヌ・リーブスが演じるジョニー・シルヴァーハンドの3Dモデルがよりハイクオリティになったことでも話題となった。
2023年9月26日、「仮初めの自由」が予定通り発売された。また、翌日にはSteamにおけるピーク時の同時接続プレイヤー数が、24万6754人を記録した。
2023年10月5日、投資家向け説明会にて、「仮初めの自由」の開発費は2億7500万ポーランド・ズウォティ（約94億円）、宣伝などの販売費はおよそ9500万ポーランド・ズウォティ（約32億円）、本作を現世代機の基準に引き上げるために行ったパッチ2.0などの開発には推定1億7800万ポーランド・ズウォティ（約61億円）かかったと発言した。なお、本編の開発費は12億ポーランド・ズウォティ（約413億円）である。
2023年10月6日、本作の累計売上が2500万本を突破し、「仮初めの自由」の売上が発売から10日間で300万本を突破したことを発表した。また、「仮初めの自由」はSteamユーザーレビューにて約6800件中88％が好評とする「非常に好評」ステータスを獲得するなど、好調な滑り出しとなった。
2023年11月21日、本編と「仮初めの自由」がセットになった「サイバーパンク2077：アルティメットエディション」のデジタル版を2023年12月5日に、日本国内向けのPS5パッケージ版を2024年2月15日に発売すると発表した。
2023年11月29日、「仮初めの自由」の売上が430万本を突破。本編を所有するプレイヤーのうち、約20％が購入した計算になると発表した。
2023年12月5日、本編および「仮初めの自由」に適用されるパッチ2.1が配信された。このアップデートでは、ゲーム内や「エッジランナーズ」に登場する電車、「NCARTメトロ」への乗車が可能になった他、多数の新要素が追加された。
2023年12月8日、「The Game Awards 2023」にて、継続的にプレイヤー体験を進化させる優れた開発を行ったゲームを表彰する「Best Ongoing Game」部門を受賞した。
2024年1月5日、「仮初めの自由」の累計売上が500万本を突破した。

### 開発完了へ
2024年2月29日、複数のバグ修正やバランスの調整を行うパッチ2.12が配信された。
2024年5月29日、CD Projekt REDは2024年第1四半期の決算報告を行った。決算報告書によると、2024年2月29日の時点では17人のスタッフが本作を担当していたが、4月30日の時点では0人となっていた。本作の開発チームは「仮初めの自由」発売後から段階的に縮小されていたが、今回の発表で遂に担当スタッフが0人となったことで、パッチ2.12の配信を最後に本作が開発完了となる可能性を複数のメディアが報じた。
2024年9月13日、PC版のみを対象とするパッチ2.13が配信された。このアップデートでは、「AMD FidelityFX Super Resolution 3」および「Frame Generation」への対応、「Intel Xe Super Sampling 1.3」への対応といった新オプションの追加の他、一部オプションの変更や安定性の向上・ビジュアル関連の修正が行われた。
2024年10月31日、Mac版の「サイバーパンク2077：アルティメットエディション」を2025年の初頭に発売すると発表した。AppleシリコンやAppleが開発したグラフィックスAPIの「Metal」に最適化されていて、パストレーシングやフレーム生成、空間オーディオといった技術にも対応するとしている。
2024年11月27日、2024年第3四半期の決算報告書の中で、本作の累計販売本数が3000万本を突破し、「仮初めの自由」の累計販売本数は800万本を突破したと発表した。
2024年12月10日、本作が発売から4周年を迎えた。同日、新要素を追加するパッチ2.2が近日中に配信予定であることをサプライズで発表した。
2024年12月11日、前述したパッチ2.2の配信が開始された。このアップデートでは、新たな演出、新たな車両、新たなカスタマイズ要素など、多数の新要素が追加された他、不具合の修正やゲームバランスの調整も行われた。また、このパッチの開発はVirtuosと共同で行われたとしている。

## 世界設定
原作であるテーブルトークRPG『サイバーパンク2.0.2.0.』の世界設定を詳細に読み込み、原作者であるマイク・ポンスミスによる監修も行われるなど、原作の各種設定を忠実に反映したものとなっている。日本語版においては、1993年に日本で発売された『サイバーパンク2.0.2.0.』の日本語訳表現も参考にされており、固有名詞などには従来の表記が踏襲されている。
本作で描かれる2077年の世界は、本作が発売される現実の2020年ではなく、原作であるテーブルトークRPGのシリーズが展開された1980年代 - 1990年代の想像力で描かれた未来の2020年代の延長線上にある世界として設定されており、人体改造の技術が発展しつつもインターネットもスマートフォンもワイヤレス接続も一般的な技術にはならず、現実とは異なる歴史を歩んだ、レトロフューチャー的な未来世界を描いている。
原作シリーズが展開された1980年代は、日本のバブル景気による日米貿易摩擦を背景とした日本脅威論や反日感情（ジャパンバッシング）の高まりにより、ディストピア化した未来世界の権益を巡って日本の巨大企業が悪事を働くイメージがリアリティをもって受け入れられていた時期であった。本作にもその要素は反映されており、『サイバーパンク2.0.2.0.』における主要な悪役組織として登場した日本企業「アラサカ」など、過去の作品に登場していた架空の日本企業が数多く登場する。

## ストーリー
原作『サイバーパンク2.0.2.0.』から半世紀が経過したものの、2077年のナイト・シティはいまだに巨大企業によって支配されたディストピアのままとなっている。
ゲームはキャラクター作成、すなわち主人公であるVの設定をプレイヤーが決定するところから始まる。キャラクター作成時に設定したVのライフパス（出自）によって、物語開始時のストーリーの内容や経緯、他の登場人物との関係性は変化するものの、いずれにせよジャッキーという人物とコンビを組んだことをきっかけに、Vは大きな物語の渦中へと巻き込まれていくことになる。ある時、Vとジャッキーは「Relic」と呼ばれる不老不死をもたらす鍵とされるインプラントに関わることになるが、思いがけない事件でジャッキーは死亡し、瀕死となったVは取引の品物に記録されていた人格データがVの意識の中にデジタルゴーストとして居座るようになる。品物に記録されていたのは、半世紀前の抗争で死んだはずのテロリストジョニー・シルヴァーハンドの人格データであった。
導入部以降の流れはいったん共通のメインストーリーに収束し、不死をもたらすバイオチップの謎を巡る物語が展開されていくものの、物語は本編であるメインクエストと無数のサブクエストに枝分かれしていく。さらに立ちはだかる問題を解決するための手段やその結果は無数に用意されており、キャラクター作成時に設定した得手不得手に応じてその選択肢が増減する。例えば会話による駆け引きか、金品による取引か、暴力による強行手段か。駆け引きをするなら無数の選択肢の中からどの選択肢を選ぶか、あるいは何も選ばないで沈黙するのか、戦闘で解決するならどのような能力を用いてどのような作戦を立てて戦うのか、そして目の前の問題が解決した後にどのような幕引きを図るか、といった具合である。Vは様々な裏家業を請け負いながら、ナイト・シティの中で成り上がっていくこととなる。

## 登場人物

### 主人公
V（ヴィー）
日本語版声優 - 小林親弘 / 清水理沙
本作の主人公。Vという名前と、20代の若者という設定は固定だが、外見や能力、出自などの設定はゲーム開始時にプレイヤーがカスタマイズできる。「サイバーパンクというジャンルの精神を維持する」というゲームデザイン上の意図や、プレイヤーの自由度を尊重するという意図から、Vの性別（ジェンダー）は明示されておらず、男性的な容姿にも女性的な容姿にも、男女の性的特徴を混在させた容姿に設定することも可能。ライフパス（出自）はストリートキッド、ノーマッド、コーポレートの中から選択でき、選んだライフパスによってストーリーの導入部が変化する。
コーポレートの場合
アラサカ社の防諜部に所属するコーポ。上司はアーサー・ジェンキンス。ジャッキーとはビジネスパートナーの関係。
ジェンキンスの指示により、彼の上司であるアバナシーの暗殺をジャッキーに持ちかけるが、企みを察知していたアバナシーによってアラサカ社から解雇される。家も財産も失ったことで将来を悲観するが、ジャッキーに励まされ、ストリートのソロとして再起する。
ストリートキッドの場合
ヘイウッド出身のストリートキッド。2年前に新天地を求めてアトランタへ渡ったが、思うようにいかず再びナイトシティに戻って来た。
ぺぺやパドレなど、ヘイウッドに多くの知り合いを持つが、ジャッキーとは面識が無い。
ぺぺの借金を帳消しにするため、カークの依頼を受けて高級車を強奪しようとするが、偶然にも同じ車を狙っていたジャッキーに横槍を入れられ、最後には二人揃って警察に捕まってしまう。警察から解放された後に意気投合し、タッグを組んで仕事をするようになる。
ノーマッドの場合
元バッカー所属のノーマッド。バッカーがスネーク族と合流したのを切っ掛けにクランを抜け、ナイトシティに身を落ち着けようと考えている。
ジャッキーとは密輸の仕事を通して知り合い、トラブルを切り抜けた後に意気投合してタッグを組むようになる。
ジョニー・シルヴァーハンド（Johnny Silverhand）
演 - キアヌ・リーブス / 日本語版声優 - 森川智之
本名ロバート・ジョン・リンダー（Robert John Linder）。テーブルトークRPG『サイバーパンク2.0.2.0.』では設定やルールを解説するチュートリアル役として登場していた、原作シリーズの主要登場人物。劇中における2020年代に活躍した伝説的なロックバンド「サムライ」のリーダーであり、反体制側の革命闘士でもあったが、2023年に企業間の争乱に参加して戦死したとされている。本作においては歴史上の英雄となっているが、物語冒頭の事件をきっかけに、本人の人格を複製したデジタルゴーストとして若いままの姿で登場し、Vの視界にだけその姿が映り、Vとだけ会話を交わすことができるようになる。劇中では常にVの意識の中に常駐し、あらゆる場面でVに語りかけサポートしようとするが、プレイヤーの選択によってその関係性は変化していく。

### 主人公の関係者
ジャッキー・ウェルズ（Jackie Welles）
日本語版声優 - 上田燿司
ナイトシティでのVの相棒。ヘイウッド出身の経験豊富なソロで、元々はギャング「ヴァレンティーノズ」に属していた。情に厚い性格で、家族を愛する。
アフターライフの伝説となり、大金を手にするという長年の夢があり、Vと共にそれを叶えようとリスクの高い依頼でも臆せずに立ち向かう。
エヴリン・パーカー（Evelyn Parker）
日本語版声優 - 武田華
デクスにバイオチップ「Relic」の強奪を依頼した謎多き女性。元「モックス」の一員で、今はドールハウス「クラウド」にて仕事をしている。
T-バグ（T-Bug）
日本語版声優 - 宮島依里
V、ジャッキーと手を組んでいる腕利きのネットランナー。デクスとも顔見知りの関係。
ヴィクター・ベクター（Victor Vector）
日本語版声優 - 青山穣
経験豊富なリパードク。V、ジャッキーとは知人関係。
元ボクサーであり、手が空いている時はモニターでボクシングの試合を観戦している。
ミスティ・オルシェウスキー（Misty Olszewski）
日本語版声優 - 寺依沙織
ジャッキーの彼女で、「ミスティのエソテリカ」を営む。タロット占いを嗜む。

### フィクサー
ローグ・アメンディアレス（Rogue Amendiares）
日本語版声優 - 朴璐美
ジョニーの元恋人。ナイトクラブ「アフターライフ」を経営するナイトシティ内トップのフィクサー。
若かりし頃は腕利きのソロとして名を馳せており、アラサカ社襲撃事件にも参加した。
デクスター・デショーン（Dexter DeShawn）
日本語版声優 - 大友龍三郎
ナイトシティでも指折りのフィクサー。通称デクス（Dex）。
本編の2年前にギャング抗争に巻き込まれて姿を隠したが、最近になってナイトシティに帰還した。
エヴリンからRelic強奪の依頼を受け、T-バグの紹介でVとジャッキーを強盗メンバーに加える。
レジーナ・ジョーンズ（Regina Jones ）
日本語版声優 - 八巻アンナ
ワトソン地区のフィクサー。元ジャーナリスト。大物フィクサーの中では最も温厚と言われている。ナイト・シティの誰からも忌避されるサイバーサイコたちに、治療の機会を与えようとしている。
ワカコ・オカダ（岡田和歌子、Wakako Okada）
日本語版声優 - 片貝薫
京都弁を話す日本人フィクサー。ワトソン地区のジャパンタウンでパチンコ店を経営している。過去に5度結婚したが、いずれの夫とも死別している。夫たちが全員、ギャング「タイガークロウズ」の幹部だったことから、彼らと関わりを持つ。
パドレ（Padre）
日本語版声優 - ？
フィクサーの一人で神父。本名はセバスチャン・イバラ（Sebastian Ibarra）。ヘイウッド地区を治め、ギャング「ヴァレンティーノズ」と関わりを持つ。「シックス・ストリート」とは対立関係。ナイト・シティ全体のバランスを保つことを目的としている。
ディノ・ディノビッチ（Dino Dinovic）
日本語版声優 -  勝沼紀義
シティ・センター地区のダウンタウン付近を仕切るフィクサー。クラブを経営しており、「Gloryhole Bandits」というバンドのベーシストも務める。
エル・キャピタン（El Capitán）
日本語版声優 - 三好翼
サントドミンゴのアロヨ地区を取り仕切るフィクサー。本名はムアンマル・レイエス（Muamar Reyes）。元コーポ。車の調達を得意とする。
ダコタ・スミス（Dakota Smith）
日本語版声優 - ？
バッドランズで活動するノーマッドのフィクサー。北カリフォルニアのポモ族の血を継ぐ。根無し草が多いノーマッドたちの世話役としての顔を持つ。
ミスター・ハンズ（Mr. Hands）
日本語版声優 - ？
パシフィカを縄張とする、素性不明のフィクサー。幅広いツテを持ち、「ヴードゥー・ボーイズ」とも連絡が取れる存在。

### コーポレート

#### アラサカ社
サブロウ・アラサカ（荒坂三郎、Saburo Arasaka）
日本語版声優 - 津嘉山正種
絶対的権力を持つ巨大企業アラサカのCEO。1919年、東京生まれ。158歳。
父親から経営を引き継いだ後、一代でアラサカ社を世界有数の巨大企業に成長させた。
旧大日本帝国海軍海軍中尉坂井三郎氏がモデル。
ヨリノブ・アラサカ（荒坂頼宣、Yorinobu Arasaka）
日本語版声優 - 白熊寛嗣
サブロウの次男。次期社長として財政学とバイオテクノロジーを学んでいる。
過去にアラサカから離反し、東京のノーマッド集団「鋼鉄の龍」と共にアラサカ社に対するクーデターを画策したが失敗している。ハナコ・アラサカの取成しによってアラサカに復帰したが、サブロウの信頼を失ったことでアラサカ社での力を奪われている。
サブロウが進めているプロジェクトの成果物であるプロトタイプRelicを無断で持ち出し、ネットウォッチに売却しようと企んでいる。
自身の動向がサブロウに筒抜けになるのを防ぐため、アラサカ社の警護を遠ざけ、代わりにアダム・スマッシャーを自身の専属ボディーガードとして雇っている。
ハナコ・アラサカ（荒坂華子、Hanako Arasaka）
日本語版声優 - 森なな子
サブロウの娘。ヨリノブの妹にあたる。
ミチコ・アラサカ（荒坂美智子、Michiko Arasaka）
日本語版声優 - ？
サブロウの孫で、ヨリノブとハナコの姪。「デンジャーガール」という私立探偵事務所を経営している。
アダム・スマッシャー（Adam Smasher）
日本語版声優 - 御園行洋
アラサカ社に雇われているフルボーグのソロ。2023年にジョニーを抹殺した張本人であり、冷酷無比なナイトシティのレジェンド。
2077年ではヨリノブ・アラサカのボディーガードを務めている。身体の96％を機械化している。
ゴロウ・タケムラ（竹村五郎、Goro Takemura）
日本語版声優 - 小山剛志
サブロウのボディガード。義理堅い性格。幼い頃、日本のスラムからアラサカ社に救い出された経験から、サブロウ・アラサカに絶対の忠誠を誓っている。
サブロウの死後はヨリノブの命令に従ってRelic強奪の犯人を追っていたが、Vを見つけ出した直後にヨリノブが差し向けた暗殺部隊に襲撃され、Vと協力してどうにか生き延びるものの、アラサカ社からは裏切り者として追放されてしまう。以後は復讐のため、サブロウの死の真相を暴露してヨリノブを失脚させるべく、Vと協力しながら暗躍する。
サンダユウ・オダ（小田三太夫、Sandayu Oda）
日本語版声優 - 櫻井慎二朗
ハナコ・アラサカのボディーガード。タケムラとは師弟関係にあるが、アラサカ内部の派閥争いへの姿勢の違いから対立している。愛刀「尽忠丸」を用いた剣術の使い手。
アンダース・ヘルマン（Anders Hellman）
日本語版声優 - 花輪英司
アラサカ特殊作戦室室長。ヨリノブの部下で、「Relic」の発明者。ヨリノブの企みをサブロウに警告していた。
アーサー・ジェンキンス（Arthur Jenkins）
日本語版声優 - 御園行洋
ライフパス「コーポレート」のプロローグに登場するVの上司。アラサカ防諜部部長で、切れ者と噂されている。アラサカ特殊作戦室室長のスーザン・アバナシー（Susan Abernathy）とは犬猿の仲。
自身の出世の障害となるアバナシーを排除するため、腹心の部下であるVにアバナシーの暗殺を命じるが、先手を打たれて失敗し、Vが解雇された後に殺害された。なお、アバナシーもその後に別の競争相手に暗殺された模様。

#### その他
メレディス・スタウト（Meredith Stout）
日本語版声優 - 寺依沙織
ミリテク社のエージェント。「メイルストローム」に奪われたコンボイの調査を行っている。
アンソニー・ギルクリスト（Anthony Gilchrist）
日本語版声優 - ？
ミリテク社のエージェント。「メイルストローム」と関わりがある。
デラマン（Delamain）
日本語版声優 - 喜山茂雄
ナイトシティ一のタクシー会社「デラマン・タクシー」のAI。

### ノーマッド

#### アルデカルドス
パナム・パーマー（Panam Palmer）
日本語版声優 - 行成とあ
生粋のノーマッド。過去に「アルデカルドス」に属していたが、今はソウルと対立したことでクランから離れ、ローグの下で仕事を請け負っている。
ソウル・ブライト（Saul Bright）
日本語版声優 - 中國卓郎
ノーマッド集団「アルデカルドス」のリーダー。もう一つのノーマッド集団「ラフェン・シヴ」とは対立関係にある。
ミッチ・アンダーソン（Mitch Anderson）
日本語版声優 - 中尾一貴
「アルデカルドス」に属するノーマッド。パナムの昔なじみの仲間。
サンチァゴ・アルデカルド（Santiago Aldecaldo）
日本語版声優 - ？
2013年時点におけるローグの相棒だったノーマッド。オルト救出作戦に参加後、ノーマッド集団「アルデカルドス」のリーダーとなった。

### ギャング

#### ヴードゥー・ボーイズ
ママン・ブリジット（Maman "Mama" Brigitte）
日本語版声優 - 山像かおり
「ヴードゥー・ボーイズ」のリーダー。部下のほとんどがネットランナーで構成されている。
プラシド（Placide）
日本語版声優 - 間宮康弘
「ヴードゥー・ボーイズ」の2番手。寡黙な性格で、ママン・ブリジット曰く「単細胞」とのこと。

#### メイルストローム
ロイス（Royce）
日本語版声優 - 杉崎亮
「メイルストローム」の新リーダー。本名はサイモン・ランドール（Simon Randall）。サイコパス気質で、前リーダーのブリック（Brick）をその座から引きずり降ろした。
ダム・ダム（Dum Dum）
日本語版声優 - 後藤ヒロキ
「メイルストローム」の2番手。スキーフの中毒者。

#### モックス
ジュディ・アルヴァレス（Judy Alvarez）
日本語版声優 - 喜多村英梨
ギャング「モックス」の一員で、エヴリンとは長い付き合い。天才的ブレインダンスエディターであり、優秀なテッキーでもある。
スージー・Q（Suzie Q）
日本語版声優 - ？
「モックス」のリーダーで、「リジーズ・バー」を経営する。「タイガークロウズ」とは対立関係にあり、ジョイガールが彼らに殺された一件からギャングを結成した経緯を持つ。

#### アニマルズ
サスカッチ（Sasquatch）
日本語版声優 - ？
「アニマルズ」のリーダー。パシフィカ地区にある未完成のモール「グランド・インペリアル・モール」を根城にしている。「ヴードゥー・ボーイズ」とは対立関係。

### NCPD
リバー・ウォード（River Ward）
日本語版声優 - 山下大毅
NCPD（Night City Police Department）に所属する刑事であり数少ない善良な警官。
アンドリュー・ジョーンズ（Andrew Jones）
日本語版声優 - ？
ライフパス「ノーマッド」のプロローグに登場するNCPDの保安官。ノーマッドを嫌う。
メリッサ・ローリー（Melissa Rory）
日本語版声優 - 七緒はるひ
マックス・タックの隊長。2013年のテイザートレーラーにてサイバーサイコ化した以前の姿が描かれている。

### メディア
リズィー・ウィズィー（Lizzy Wizzy）
日本語版声優 - 南真由
ナイトシティのトップセレブ。バンド「リズィー・ウィズィー＆メタドワーブス」を組むロックガール。
ルース・ゼン（Ruth Dzeng）
日本語版声優 - 古川玲
トークショー「インフォフラッシュ」のホスト。
ジョシュ・カヴォルキン（Josh Kavarkin）
日本語版声優 - 永田昌康
ラジオパーソナリティ。株式情報番組「株価上昇・気分上々」のホスト。
ジリアン・ジョーダン（Gillean Jordan）
日本語版声優 - くわばらあきら
ニュースレポーター。
レッドメナス（Red Menace）
日本語版声優 - 野水伊織
人気アイドルグループ「アスクラックス」のメンバー。

### サムライ
ケリー・ユーロダイン（Kerry Eurodyne）
日本語版声優 - 浜田賢二
ジョニーの親友であるロッカーボーイ。彼と共にロックバンド「サムライ」を結成したギター担当。
ナンシー（Nancy）、ヘンリー（Henry）、デニー（Denny）
ロックバンド「サムライ」のメンバー。バンド解散後はそれぞれの道を歩んでおり、ナンシーはBes Isis（ベス・イシス）と名を改め2077年にも登場。

### ジョニーの回想に登場する人物
オルト・カニンガム（Alt Cunningham）
日本語版声優 - 園崎未恵
ジョニーの恋人で、ナイトシティでも著名のネットランナー。「ソウルキラー」の開発者であり、人類最初のデジタルゴースト。
2013年にアラサカ社に誘拐され、ソウルキラーによってデジタルゴーストとなり、アラサカ社のネットワーク内に閉じ込められる。2023年にジョニーによって解放され、ブラックウォールの向こう側へ逃れる。
トンプソン（Thompson）
日本語版声優 - ？
ワールド・ニュース・ネットワーク社所属のメディア。アラサカに妻を殺され報復の機会を狙っていた。オルト救出作戦に参加。
モーガン・ブラックハンド（Morgan Blackhand）
日本語版声優 - ？
2023年時点で世界最高の凄腕として名高い伝説のソロ。アラサカ・タワー襲撃作戦に参加した。
スパイダー・マーフィー（Spider Murphy）
日本語版声優 - ？
アラサカに恨みを持つネットランナー。アラサカ・タワー襲撃作戦に参加し、ジョニーの死を看取った。
シャイタン（Shaitan）
日本語版声優 - ？
2023年時点でのローグの相棒。フルボーグ（全身義体）のソロで、アラサカに肉親を殺された過去を持つ。アラサカ・タワー襲撃作戦に参加。

### その他の人物
オズワルド・フォレスト（Oswald Forrest）
日本語版声優 - ？
ドールハウス「クラウド」の世話係。通称ウッドマン（Woodman）。ドールの新人を見つけたり、トラブルの対処などを行っている。
フィン・ガースタット（Finn Gerstatt）
日本語版声優 - ？
ジョイガールにとっては一番腕の良いリバードク。通称フィンガーズ（Fingers）。かなり特殊なフェティシズムを持つ。
カーク・ソーヤー（Kirk Sawyer）
日本語版声優 - ？
ライフパス「ストリートキッド」のプロローグに登場するフィクサー。ヘイウッド中で嫌われている金の亡者。Vの友人であるバーテンのペペ（Pepe）に金を貸している。
ルシウス・ライン（Lucius Rhyne）
日本語版声優 - 山下大毅
ナイトシティ市長。
キャシディー
日本語版声優 - 宮田浩徳
ヒデヨシ・オオシマ（Hideyoshi Oshima）
日本語版声優 - 小島秀夫
ブレインダンスプロデューサー。

### 仮初めの自由
ソン・ソミ / ソングバード
日本語版声優 - 青木瑠璃子
新アメリカ合衆国連邦情報局(FIA)所属のネットランナー。
ロザリンド・マイヤーズ
日本語版声優 - 沢海陽子
新合衆国大統領。元ミリテクCEO。
ソロモン・リード
日本語版声優 - 斉藤次郎
FIA所属エージェント。7年前からドッグタウンに潜伏していた。
カート・ハンセン
日本語版声優 - 松岡大介
ドッグタウンの事実上の支配者。元軍人で当時の階級は大佐。

## 登場組織

### 企業
アラサカ社
日本に本社を置くコングロマリット。元々は日本の零細企業であったが、現CEOのサブロウ・アラサカが父親から経営を引き継いだ後に急成長し、世界屈指の民間軍事企業となった。軍事以外にもスマートフォンなどの家電や監視カメラなどのデバイスも手がけている。
ジョニー・シルヴァーハンドが特に憎悪している企業であり、2020年代に彼のテロによってナイトシティ支社を核兵器で破壊されている。
ミリテク社
米国に本社を置く巨大民間軍事企業。正式名称はミリテク・インターナショナル・アーマメンツ。長年にわたってアラサカ社と争いを繰り広げている。
カン・タオ社
中国に本社を置く兵器メーカー。アラサカ社やミリテク社と並び称される、ナイト・シティ屈指の大企業。
バイオテクニカ社
合成食品やバイオ燃料製造を手掛けるバイオ企業で、ナイト・シティの郊外で広大な農場を経営している。
トラウマ・チーム
医療部隊の派遣サービスを手掛ける企業。顧客が負傷すると数分以内にフライングシップで駆けつけ、救命処置を施す。顧客のほとんどは富裕層であり、提供される治療の質も細かくグレード分けされているなど、命にも値段を付けるナイト・シティの歪みの一端を体現する存在。

### ギャング
メイルストローム
ワトソン地区の北工業地帯を縄張りとするギャング。サイバーウェアとドラッグを好み、ナイト・シティ基準においても度を越したサイボーグ化を、自分たちの身体に施している。数あるギャングの中でも凶暴性と残虐さでは頭抜けている。
ヴァレンティーノズ
ヘイウッド地区のビスタ・デル・レイを縄張りとするギャング。サンタ・ムエルテを崇拝しており、礼儀と信仰心を重んじているがギャングらしい凶悪さも持ち合わせており、敵対者や掟破りに対する「罰」のレパートリーが多いことで知られる。また、地元に対する誇りが非常に強い。シックス・ストリート・ギャングと敵対している。
シックス・ストリート・ギャング
サントドミンゴ地区を縄張りとするギャング。元々は、大企業の進出による治安悪化に対抗するために、地元出身の退役軍人たちが中心となって立ち上げた自警団だった。古き良きアメリカの概念を掲げ愛国主義を標榜しているが、非常に暴力的でもある。ヴァレンティーノズと敵対している。
ヴードゥー・ボーイズ
パシフィカ地区を縄張りとするギャング。ナイト・シティ随一のネットランナー集団であり、ハイチにルーツを持つ。ブラックウォールに穴を開けようとハッキングを繰り返している。その出自からか、極めて排他的。アニマルズと敵対している。
アニマルズ
パシフィカ地区を縄張りとするギャング。ナイト・シティのギャングの中でも特にたちが悪く、金次第で用心棒から恐喝・暗殺まであらゆる汚れ仕事を引き受ける。そのためか、内部抗争も多い。メンバーのほとんどが、薬物やサイバーウェアと過酷なトレーニングを併用した肉体改造により、自分たちの身体を肥大化するほど強化している。ヴードゥー・ボーイズと敵対している。
タイガークロウズ
ウエストブルック地区を縄張りとするギャング。漢字表記は「虎鉤衆」。ジャパンタウンやカブキの利権を牛耳る日系の組織で、暴走族的な要素も含んでいる。風俗店や賭博場、屋台からホテルまで数多くの資金源を持つ。モックスと敵対している。
モックス
ワトソン地区のバー「リジーズ」を拠点とするギャング。リジーズの前経営者がタイガークロウズに殺され、それに反発した風俗業従事者たちが結束して立ち上げた。タイガークロウズと敵対している。
スカベンジャー
特定の縄張りを持たないギャング。東ヨーロッパ系の移民を中心に構成されており、密輸と誘拐、サイバーウェアの闇取引を専門とする。闇に流す品を手にするために、殺した相手の死体からサイバーウェアを剥ぎ取ることを常とし、犠牲者の数だけを見ればメイルストロームをも上回る。

### その他
NCPD
ナイト・シティの市警。街の各所でパトロールや取り締まりを行なっているが、ナイト・シティの犯罪発生率のあまりの高さに業務が全く追いついておらず、一部の事件は傭兵に外部委託している。また、大企業の支配には逆らえず、内部では腐敗が横行しており、ギャングと癒着する者も多い。
マックス・タック
NCPD内部の特殊部隊。一般の警官では太刀打ちできないサイバーサイコたちの犯罪に対応することを専門とする。
アルデカルドス
バッドランズで活動するノーマッドの集団の一つ。大規模な密輸組織を前身とする。多くのノーマッドの例に漏れず仲間意識が強く、恩は忘れない義理堅い者たちが揃う。レイスと敵対している。
レイス
ノーマッドたちの中に馴染めず、追放されたならず者たちの集団である「ラフェン・シヴ」の一派を担う盗賊団。アルデカルドスと敵対している。

## 用語
ナイト・シティ
本作の舞台となる巨大都市。アメリカ西海岸に位置する。
1990年代にリチャード・ナイトという実業家が、犯罪や貧困、汚職とは無縁な「夢の街」を構想し、開発した。
開発当初はコロナド・シティという名前だったが、ナイトが暗殺者の手により斃れた後、彼を偲んで「ナイト・シティ」と改名された。
ブレインダンス（BD）
記録者の記憶や感情を追体験することができるテクノロジー。人材育成、エンターテイメント、性産業など広い分野で普及している。
サイバーウェア
人体に埋め込む機械パーツ。身体能力や生存能力を様々な形で向上させる。ナイト・シティでは所持していない人間の方が珍しいほどに広く普及しており、全身を機械に換装している者もいる。
リパードク
サイバーウェアを装着・交換する技術を有する専門医。ナイト・シティ各地に彼らのクリニックが存在する。
サイバーサイコ
サイバーウェアの過剰装着・誤作動によって、極めて強い凶暴性を発揮してしまう病、「サイバーサイコシス」の発症者。ナイト・シティではたびたび出現し、サイバーウェアの力を暴走させて周囲に甚大な被害をもたらす。
ネットランナー
通常は腕に仕込むネット接続用ケーブルを頭部にも仕込み、電脳世界に人格ごと入り込む能力を持つハッカーたちの総称。
ブラックウォール
国際的なネット監視組織である「ネットウォッチ」が、不良AIを隔離するためにネット上に築いたファイアウォール。
人格コンストラクト
人間の人格をデータ化したものを指す言葉。
魂の救済
アラサカ社が富裕層向けに販売しているサービスの名称。対象者の精神を人格コンストラクトとして保存し、肉体の生命活動が停止した後も現世に存在し続けられるようにする。
Relic
アラサカ社が最先端技術を駆使して開発したバイオチップ。開発者はアンダース・ヘルマン。
チップに保存された人格コンストラクトを、チップを差し込んだ人間と会話できるようにする。
Relic2.0
上記のRelicのプロトタイプであり、作中では主人公であるVが使用している。
チップを差し込んだ人間の神経系停止に反応して、脳組織を破壊し再生成することで人格コンストラクトの意識を対象者の体に移し替える。
御輿
アラサカ社が収集した人格コンストラクトを保存しているデータ要塞の名称。
サーバ群は軌道上に存在しており、地上にある特定のアクセスポイントからのみアクセス可能になっている。
ソウルキラー
人間の脳をスキャンし、対象者の人格をデータ化するプログラム。開発者はオルト・カニンガム。
コーポ
企業に所属する労働者を指す言葉。
ノーマッド
ナイト・シティなどの都市に定住せず、キャンプを設営しながら各地を放浪している人々の総称。ナイト・シティ付近では、郊外に広がる砂漠地帯、「バッドランズ」で生活している者が大半。複数のファミリーを形成し、それぞれ自分が帰属する集団への仲間意識が強い。
サムライ
2020年代に活躍したロックバンド。ジョニー・シルヴァーハンドがフロントマンを務めていた。
アフターライフ
腕利きの傭兵やフィクサーが集うバー。入口に門番が立っており、実力の伴わない者は足を踏み入れることさえ許されない。
仕事の最中に命を落とした常連の傭兵の名を、その傭兵がお気に入りとしていたカクテルの名前として残す風習がある。

## サイバーパンク:エッジランナーズ
『サイバーパンク：エッジランナーズ』（ポーランド語・英語: Cyberpunk: Edgerunners）は、バルトシュ・シュティボーがスクリーンストーリーを務め、アメリカ合衆国の定額制動画配信サービス「Netflix」にて2022年9月13日より全世界で配信されたポーランドと日本のWebアニメーション作品である。
2025年7月5日のAnime Expoにてシーズン2の製作が発表された。

### 概要
オープンワールド型アクションロールプレイングゲーム『サイバーパンク2077』のスピンオフ作品であり、ゲーム本編より前のナイト・シティを舞台とする前日譚。暴力表現や性描写があり、年齢制限は16歳以上となっている。作中の表記はゲーム同様に英語で、オリジナルの音声は日本語。
ストーリーやキャラクター造形は大まかにはCD Projekt REDが提案し、話し合いを重ねてTRIGGERが詳細を考えた。女性キャラクターの外見については意見が割れることが多く、可愛らしく幼い少女のような外見をしたレベッカについては「こんなかわいらしいキャラクターを出したら『サイバーパンク2077』の世界が壊れてしまう！　キャラクターデザインを変更して欲しい」とCD Projekt REDは難色を示したが、「可愛らしいキャラこそ激しいアクションが映えて制作者のモチベーションも上がる」とTRIGGERが説得して採用された。また、ルーシーの服飾はCD Projekt RED案ではより過激なものだったが、TRIGGERが控えめなものに変えた。
本作ではゲームのメインキャラクターは端役として数秒映る程度でストーリーもアニメオリジナルだが、舞台となる世界はゲームと同一であり、街並み・武器・インターフェイスなども再現され、一部のBGMやSEはゲーム内のものがそのまま流用されている。ロケーションの再現度は高く、主人公が歩く何気ない通学路もゲーム内で辿ることができるようになっている。アニメを見た後でゲームをプレイして聖地巡礼したくなるようにとの意図が込められている。
2025年5月28日にアニプレックスから、全10話を収録したBlu-ray BOXが完全生産限定版 (ANZX-16741〜4) と通常版 (ANSX-16741〜4) の2形態で発売されている。

### ストーリー
日系企業アラサカなどの巨大企業に支配されたディストピア都市ナイト・シティ。そこに暮らす少年デイビッドは、富裕層向けのアカデミーで浮いた存在だった。「あんたにはエリートになって、アラサカタワーの最上階に勤めるくらいになってほしい」と母グロリアは彼を学校に入れたが、高額の学費を払うには庶民が女手一つで懸命に働いても稼ぎが足りず、アパートの家賃や設備費は滞納が続いていた。
アカデミーでのトラブルの謝罪の帰り道に二人で車に乗っていたところ、ギャングの争いに巻き込まれて車が横転。医療部隊が駆けつけ救われると思いきや、高額な契約金を払っている金持ちだけを運搬し去っていった。車から投げ出されたまま長時間放置されたグロリアは当初は一命を取り留めるも様態が急変して死亡、医者は以前からの過労働で衰弱していたせいもあると指摘した。搬送、治療、葬儀にいたるまで無慈悲に費用を請求され、粗末なボトルに入った母の遺灰と共に家賃自宅に帰宅する。
デイビッドは母の遺品からサイバーウェア「サンデヴィスタン」の軍用品を発見した。救急救命士の母は、死者から剥ぎ取った物を売り捌くという違法行為によって学費を捻出していたのだ。その軍用サンデヴィスタンは、強力な戦闘能力を得られるが副作用で装着者を発狂させサイバーサイコにしてしまったという曰く付きだ。デイビッドは危険を承知でサンデヴィスタンを装着し、様々な仕事を請け負うエッジランナー（傭兵）として成り上がる道を歩む。
偶然の出会いからデイビッドに傭兵稼業を教えるようになった少女ルーシーは、いつか足を洗って遠くへ行きたいと望み、テラフォーミングされ富裕層のみが移り住んでいる月面都市に行きたいと夢見ていた。彼女に惹かれるデイビッドは「俺が君を月に連れて行くよ」と約束する。

### 登場人物

#### 主要人物
デイビッド・マルティネス（David Martinez）
声 - KENN
本作の主人公。『2077』本編でレジェンドとして名を残しているストリートキッドであり、本編では故人。アフターライフに彼の名を冠したカクテルがあり、「高みを目指して派手にくたばれ」との文が添えられている。
アラサカアカデミーに通う生徒であり、学業は優秀だが低所得なため苛められている。母親の遺品である軍用のサイバーウェア「サンデヴィスタン」を装着し成り上がる一方で大きな陰謀に巻き込まれる。
サンデヴィスタン装着後は、短時間のみ高速で動ける能力を得る。世界がスローモーションに映り、他人からは瞬間移動したかのように見える。サンデヴィスタンはゲーム本編にも登場するが、デイビッドの使う軍用品はより強力かつ負荷も重い。軍用は本来であれば日に二回使うのが精一杯の代物だが、デイビッドは異常にサイバーウェアとの適性が高く、日に十回使うことも可能で、物語の前半では「サイバーサイコシス」の影響も受けていなかった。後半ではドクに制止されるほどの急速な体の改造を繰り返した結果として「サイバーサイコシス」に蝕まれ、日常的に抑制剤を投与する生活を余儀なくされる。
母の死後、遺品である黄色い上着を身につけるようになり、ゲーム本編でもアニメに関連したイベントにより「デイビッドのジャケット」という名称で入手できる。
ルチナ・クシナダ / ルーシー（Lucyna "Lucy" Kushinada）
声 - 悠木碧
本作のヒロイン。淡い虹色に光る髪色をしたネットランナーの少女。チーム内ではキーウィのバックアップ担当で、補助役に徹しているがその実力は確か。
アラサカのランナー養成施設出身。幼い頃から高度な訓練を受け、修了後は使い捨ての駒として非常に危険な任務に就かされたため同期と共謀して脱走。
放浪生活の末ナイトシティに辿り着き、キーウィに拾われチームに入った。
アラサカへの恨みを抱えつつも敵う相手ではないと立ち向かう気はなく、遠いところへ行きたいと月に憧れている。
メイン（Maine）
声 - 東地宏樹
チームのリーダー。ベテランのソロ。巨躯の持ち主で大量のサイバーウェアを身に着けている。グロリアと取引を行なっており、デイビッドの軍用サンデヴィスタンは、本来彼が買い取るはずだった。当初は横取りされたとデイビッドに対し怒っていたが、事情を知ってからは気さくな兄貴分のようになり、共に数々の仕事をこなす。負荷の重いサイバーウェアに蝕まれつつあるが、得た力を失いたくないためにダウングレードを拒んでいる。
ドリオ（Dorio）
声 - 鷄冠井美智子
メインの右腕的存在で、恋人でもある。大柄な体格のソロ。
キーウィ（Kiwi）
声 - 本田貴子
ルーシーの姉的存在。謎多きネットランナー。口をネット接続ソケットに改造しているため、トレードマークの赤いマスクの下は人間離れしている。英語音声版では、話しにくそうに吃音気味である。骨ばった細身の体格で、乳首を青色に改造している。
ピラル（Pilar）
声 - 高木渉
レベッカの兄。癖の強いテッキー。改造された異様に長い腕、関節の多い指によりテクニカルな動きを見せる。下品で粗野な性格で、下ネタが多い。
レベッカ（Rebecca）
声 - 黒沢ともよ
ピラルの妹。銃の扱いに長けたソロ。小柄でデイビットやルーシーよりも幼く見えるがトリガーハッピーで口調が乱暴。全身を改造しているのか肌は白に近い水色をしている。物語の途中で両腕を体に不釣り合いなほど巨大に改造し、右腕が赤色、左腕が青色となり、扱う銃器も二丁拳銃からショットガンや重機関銃へ変わる。銃の撃ち方を教えていたり、不慣れな酒場で萎縮しているところをそばに寄り添うなどデイビッドを加入当初から気に入っており、物語中盤からは互いに背中を預け合え、共に死地に飛び込める相棒となると同時に密かに特別な感情を抱くようになる。
こちらもゲーム内でアニメ本編に関連したイベントとして、とある場所にて彼女が愛用していた巨大なショットガンを「カーネイジ GUTS」という名称で入手できる。
ファルコ（Falco）
声 - 加瀬康之
メインの知り合い。ベテランのドライバー。
グロリア・マルティネス（Gloria Martinez）
声 - 日野由利加
デイビッドの母。夫はおらず、母子家庭。救急救命士。デイビットの学費を捻出するためにサイバーウェアの闇取引に手を染めており、救命士としての業務の中で死亡した患者の遺体からサイバーウェアを剥ぎ取っては裏で売却していた。息子と帰宅途中、ギャングの抗争に巻き込まれ車両事故を起こし死亡する。
リパードク（Doc）
声 - 津田健次郎
デイビッドと顔見知りのリパードク。彼に「サンデヴィスタン」を装着する。
ファラデー（Faraday）
声 - 井上和彦
名の知れた冷酷なフィクサー。メインたちに仕事を与える。改造により右目が三つあり、縦に並んでいるのが特徴。

#### アラサカ社
アダム・スマッシャー（Adam Smasher）
→#アラサカ社
タナカ（Tanaka）
声 - 小村哲生
アラサカ社重役。カツオの父。
カツオ・タナカ（Katsuo Tanaka）
声 - 石川界人
アラサカアカデミーの生徒。デイビッドを目の敵にする。
校長（The Principal）
声 - 宇垣秀成
アラサカアカデミー校長。
ケイト（Kate）
声 - 塩田朋子
アラサカ防諜部部長。
ダグラス（Douglas）
声 - 家中宏
ケイトの部下。
マーカス（Marcus）
声 - 田丸篤志
タナカの部下。
マクシム（Maxim Kuznetsov）
声 - 星野貴紀
アラサカ社のボディーガード兼運転手。
ジェイミー（Jaime）
声 - 広田みのる
ネットランナー。
エバンス（Evans）
声 - 志村知幸
ミリテク対策研究室所長。
ユミコ（Yumiko）
声 - 大原さやか
ミリテク対策研究員。息子がいる。

#### その他
ジェームズ・ノリス（James Norris）
声 - 無し
屈強な軍人で階級は少尉。軍用「サンデヴィスタン」を装着していたが、耐えられずにサイバーサイコ化し、27人も殺害した末にマックス・タックに制圧されて死亡。
アラド（Aldo）
声 - 西村知道
メインたちの取引相手。
ジミー・クロサキ（Jimmy Kurosaki）
声 - 安原義人
著名なカルトBDディレクター。通称JK。
デラマン（Delamain）
→#その他
ワカコ・オカダ（岡田和歌子、Wakako Okada）
→#フィクサー
フリオ（Julio）
声 - 斉藤壮馬
若いソロ。デイビッドが成り上がった後、彼のファンとなりチームに加入。
イザベラ・モーガン（Isabella Morgan）
声 - 永瀬アンナ
メイルストロームに捕らえられた富裕層少女。父親に依頼されたデイビッドにより救われる。
サーシャ(Sasha)
声 - 無し
アニメ版のエンディング『Let You Down』の公式ミュージックビデオに登場するネットランナー。ルーシーやキーウィより前にメインたちと組んでいた。バイオテクニカ社に潜入してバイオ燃料の取り引きデータを漁っている最中に母を死亡させた薬物のデータを発見し、危険を承知でネットニュースに薬物のデータをアップロードした後にガードロボットの銃撃を受けてバイオテクニカ社の本社ビルから落下して死亡した。

### スタッフ
- 原作ゲーム - サイバーパンク2077
- 舞台設定考案 - マイク・ポンスミス
- 原案 - ラファウ・ヤキ(Rafal Jaki)
- エグゼクティブプロデューサー - ラファウ・ヤキ[93]、ディラン トーマス、櫻井大樹、宇佐義大
- プロデューサー - エルダー爽[93]、バルトシュ・シュティボー[93]、本間覚[93]
- アニメーションプロデューサー - 志太駿介、堤尚子
- スクリーンストーリー - バルトシュ・シュティボー
- シリーズ構成 - 大塚雅彦
- 脚本 - 大塚雅彦、宇佐義大
- クリエイティブサポート - 若林広海[93]
- キャラクターデザイン・総作画監督 - 吉成曜[93]
- サブキャラクターデザイン - 金子雄人、芳垣祐介
- 美術監督 -  野村正信
- 色彩設定 - 垣田由紀子
- 撮影監督 - 川田哲矢
- 編集 - 吉武将人
- 音響監督 - 浦狩裕樹
- 音響効果 - 野崎博樹、小林亜依里
- 音楽 - 山岡晃[93]
- 副監督 - 金子祥之
- アニメーション制作 - TRIGGER[93]
- 制作 - CD PROJEKT RED
- 監督 - 今石洋之[93]

### 主題歌
「This Fffire」
Franz Ferdinandによるオープニングテーマ。作詞・作曲はNick McCarthyとAlex Kapranos、編曲はRich Costey。
「Let You Down」
Dawid Podsiadłoによるエンディングテーマ。作詞はDawid Podsiadło、作曲はDawid PodsiadłoとMagdalena Laskowska。
｢I Really Want to Stay At Your House｣
Rosa Waltonによる挿入歌で、最終話に登場。作詞・作曲はRosa Walton、編曲はNeil Comber。
楽曲はゲーム本編にも収録されている。

### 各話リスト
| 話数 | サブタイトル                   | ストーリー                                                                 | 脚本              | 追加脚本                                            | 絵コンテ               | 演出       | 作画監督                                                       |
| ---- | ------------------------------ | -------------------------------------------------------------------------- | ----------------- | --------------------------------------------------- | ---------------------- | ---------- | -------------------------------------------------------------- |
| 1    | Let You Down／期待を背に       | バルトシュ・シュティボー ヤン・バートコヴィッチ ウーカシュ・ルドゥコフスキ | 宇佐義大          | バルトシュ・シュティボー ヤン・バートコヴィッチ     | 金子祥之               | 金子祥之   | 竹田直樹 芳垣祐介                                              |
| 2    | Like A Boy／少年は何を思う     | バルトシュ・シュティボー ヤン・バートコヴィッチ ウーカシュ・ルドゥコフスキ | 宇佐義大 大塚雅彦 | バルトシュ・シュティボー ウーカシュ・ルドゥコフスキ | 金子祥之               | 下平佑一   | 長谷川哲也 坂本勝                                              |
| 3    | Smooth Criminal／裏稼業        | バルトシュ・シュティボー ヤン・バートコヴィッチ ウーカシュ・ルドゥコフスキ | 宇佐義大 大塚雅彦 | バルトシュ・シュティボー                            | 雨宮哲                 | 大和田麗衣 | 田村瑛美 金子雄人                                              |
| 4    | Lucky You／ツキが回って        | バルトシュ・シュティボー                                                   | 宇佐義大 大塚雅彦 | バルトシュ・シュティボー                            | 金子祥之               | 古川晟     | 波賀野義文 土肥志文                                            |
| 5    | All Eyez On Me／刺さる目線     | バルトシュ・シュティボー                                                   | 宇佐義大 大塚雅彦 | バルトシュ・シュティボー                            | 中野広大               | 中野広大   | 荒井洋紀 宇田早輝子                                            |
| 6    | Girl on Fire／炎に包まれて     | バルトシュ・シュティボー ヤン・バートコヴィッチ ウーカシュ・ルドゥコフスキ | 宇佐義大 大塚雅彦 | バルトシュ・シュティボー ウーカシュ・ルドゥコフスキ | 五十嵐海               | 金子祥之   | 五十嵐海 菅野一期                                              |
| 7    | Stronger／もっと強く           | バルトシュ・シュティボー ヤン・バートコヴィッチ ウーカシュ・ルドゥコフスキ | 大塚雅彦          | バルトシュ・シュティボー                            | 宮島善博               | 宗廣智行   | 芳垣祐介 竹田直樹                                              |
| 8    | Stay／いかないで               | バルトシュ・シュティボー ヤン・バートコヴィッチ ウーカシュ・ルドゥコフスキ | 大塚雅彦          | バルトシュ・シュティボー                            | 宮島善博               | 下平佑一   | 田村瑛美 長谷川哲也 荒井洋紀 竹田直樹 芳垣祐介                 |
| 9    | Humanity／人間らしさ           | バルトシュ・シュティボー ヤン・バートコヴィッチ ウーカシュ・ルドゥコフスキ | 大塚雅彦          | バルトシュ・シュティボー                            | 金子祥之               | 古川晟     | 波賀野義文 土肥志文                                            |
| 10   | My Moon My Man／私の月、私の恋 | バルトシュ・シュティボー ヤン・バートコヴィッチ ウーカシュ・ルドゥコフスキ | 大塚雅彦          | バルトシュ・シュティボー                            | 今石洋之 すしお 吉成曜 | 中野広大   | すしお 芳垣祐介 長谷川哲也 荒井洋紀 土肥志文 波賀野義文 吉成曜 |

### 評価
本作は批評家と観客の双方から高い評価を受けた。Rotten Tomatoesには、2023年6月27日時点で15件の評論家レビューがあり、肯定的評価が100%、観客スコアは1000件超あり、肯定的評価は95%である。
「The Game Awards 2022」では「Best Adaptation」にノミネートされ、「第50回アニー賞（en:50th_Annie_Awards）」には、第1話の『Let You Down』が「Best Storyboarding – TV/Media」にノミネートされた。「9th Anime Trending Awards」においては「Sci-Fi or Mecha Anime of the Year」と「Best in Original Screenplay」を受賞した。
2023年3月に開催された「クランチロール・アニメアワード 2023（en:7th Crunchyroll Anime Awards）」では、13部門にノミネートされ、英語版でデイビットを演じたザック・アギラーが「最優秀声優賞（英語）」を受賞、作品自体もアワードの大賞である「アニメ・オブ・ザ・イヤー」を受賞した。